# Pontiac Firebird
El Pontiac Firebird és un automòbil esportiu que la marca nord-americana Pontiac va construir perquè la seva matriu General Motors seguís puntejant en els esportius més desitjats del món entre els anys 1967 i 2002. Deu el seu nom a un déu de l'Índia que simbolitzava l'acció, el poder, la bellesa i la joventut.
El Firebird va ser presentat sol sis mesos després del seu germà de plataforma, el Chevrolet Camaro. Això va coincidir amb el llançament del Mercury Cougar.
Els vehicles van ser, en la seva major part, potenciats per diversos motors gasolina V8 de les diferents divisions de GM. Encara que principalment Pontiac potència fins a 1977, els Firebirds van ser construïts amb diferents motors de gairebé tots els GM fins a 1982, quan la divisió Pontiac tots els motors es va reduir a favor de l'empresa de motors.
Evolució del Firebird:

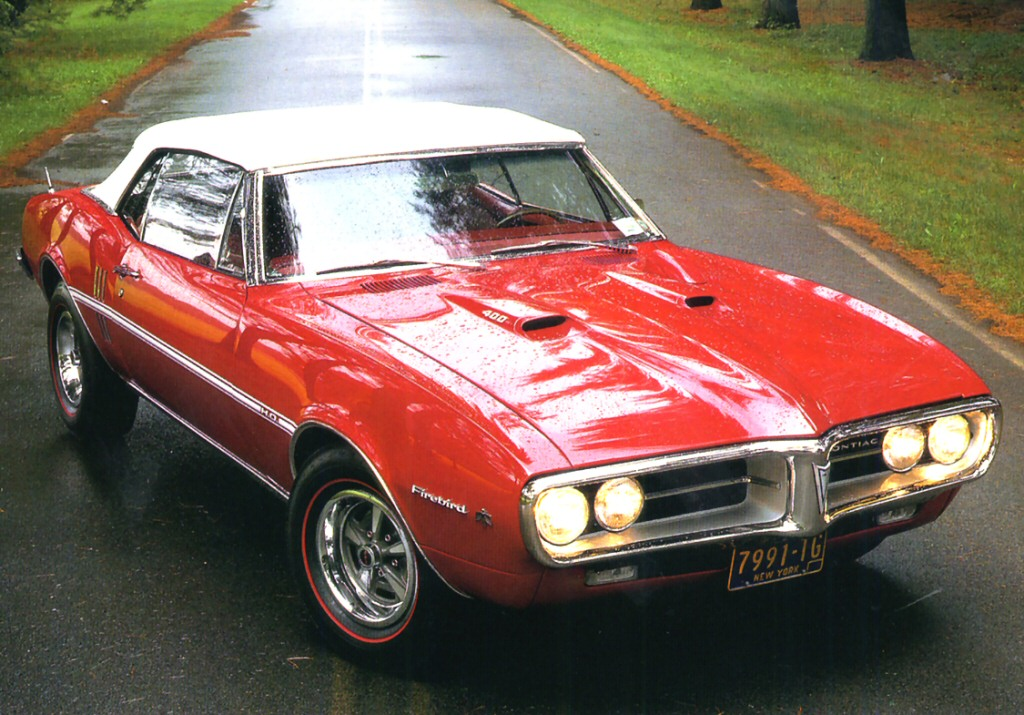
Firebird 400 HO
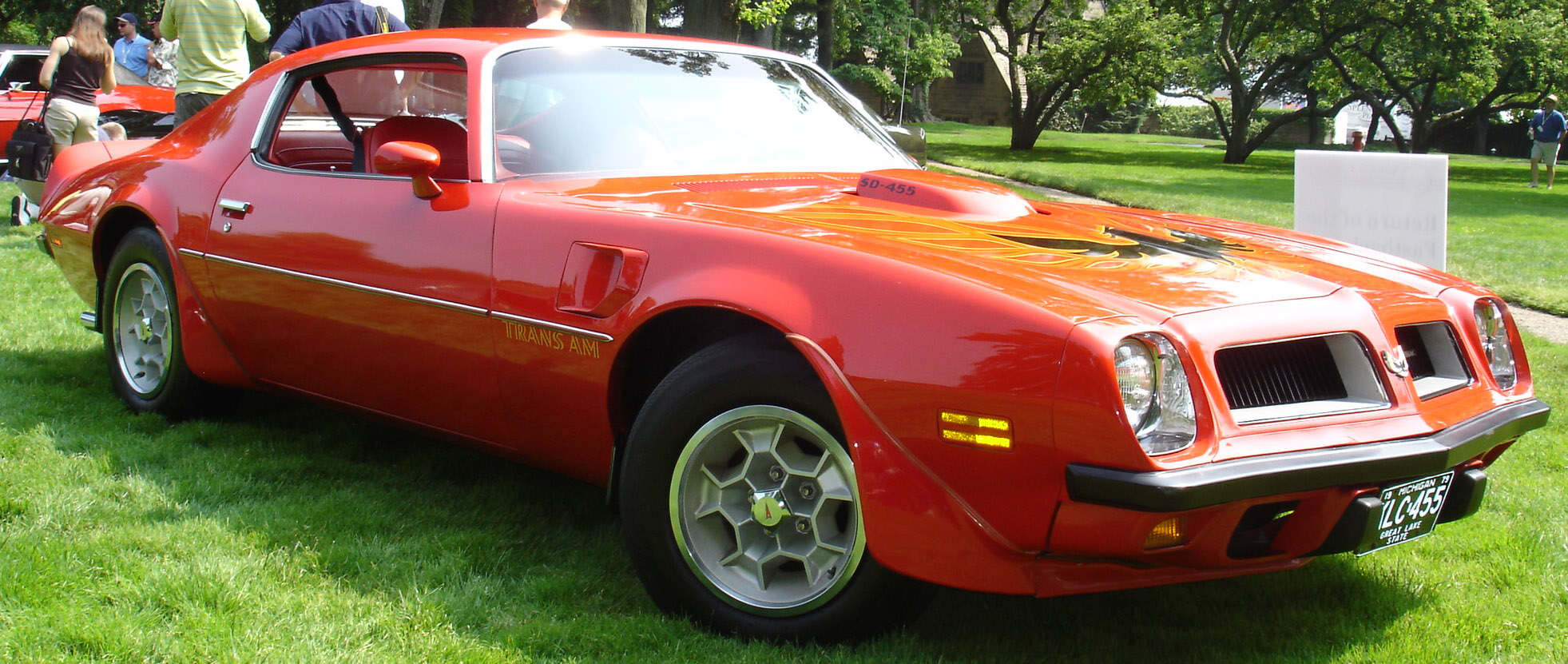
Firebird MK 2
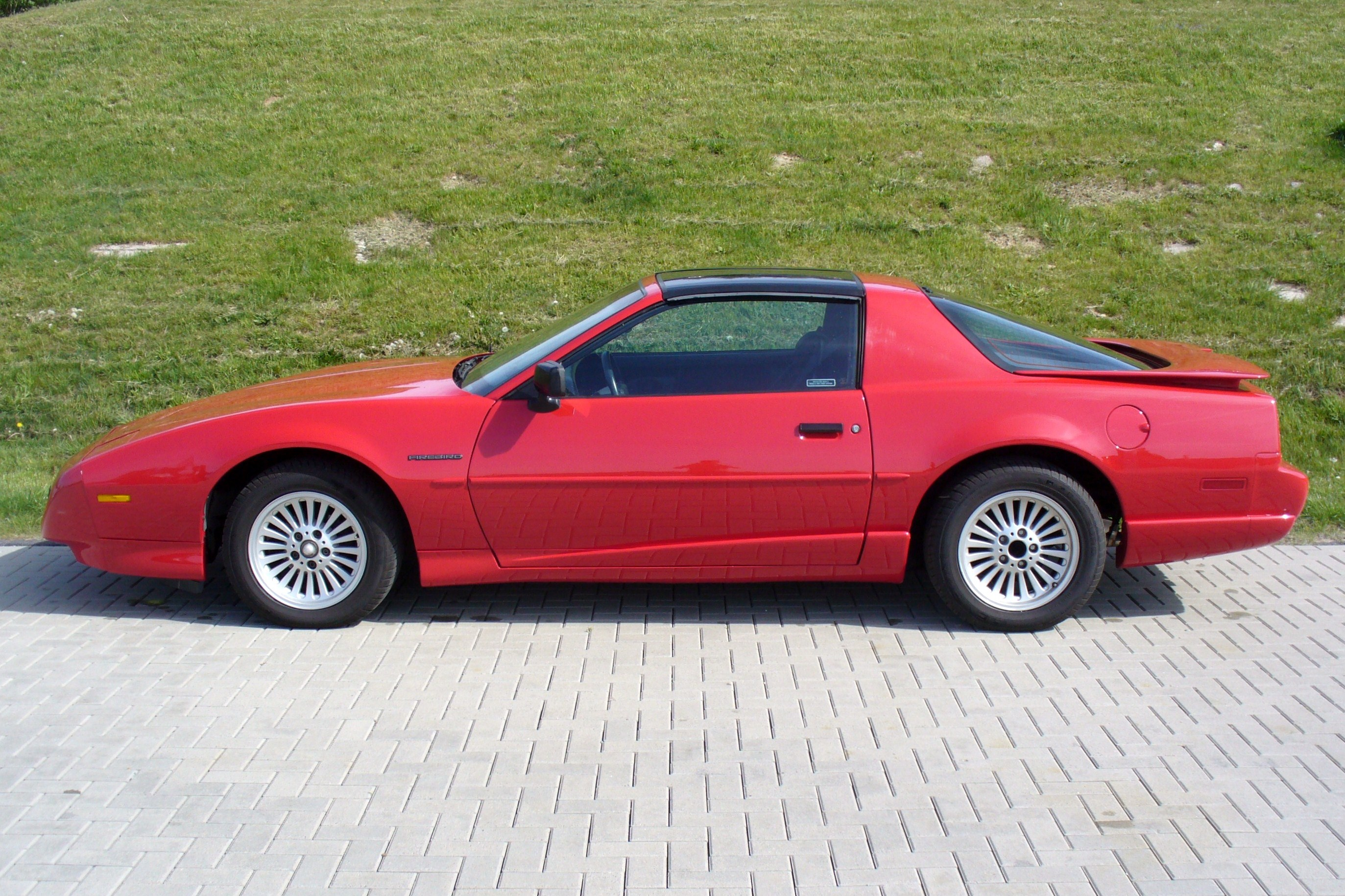
Firebird Trans Am GTA de 1991 [MK 3]
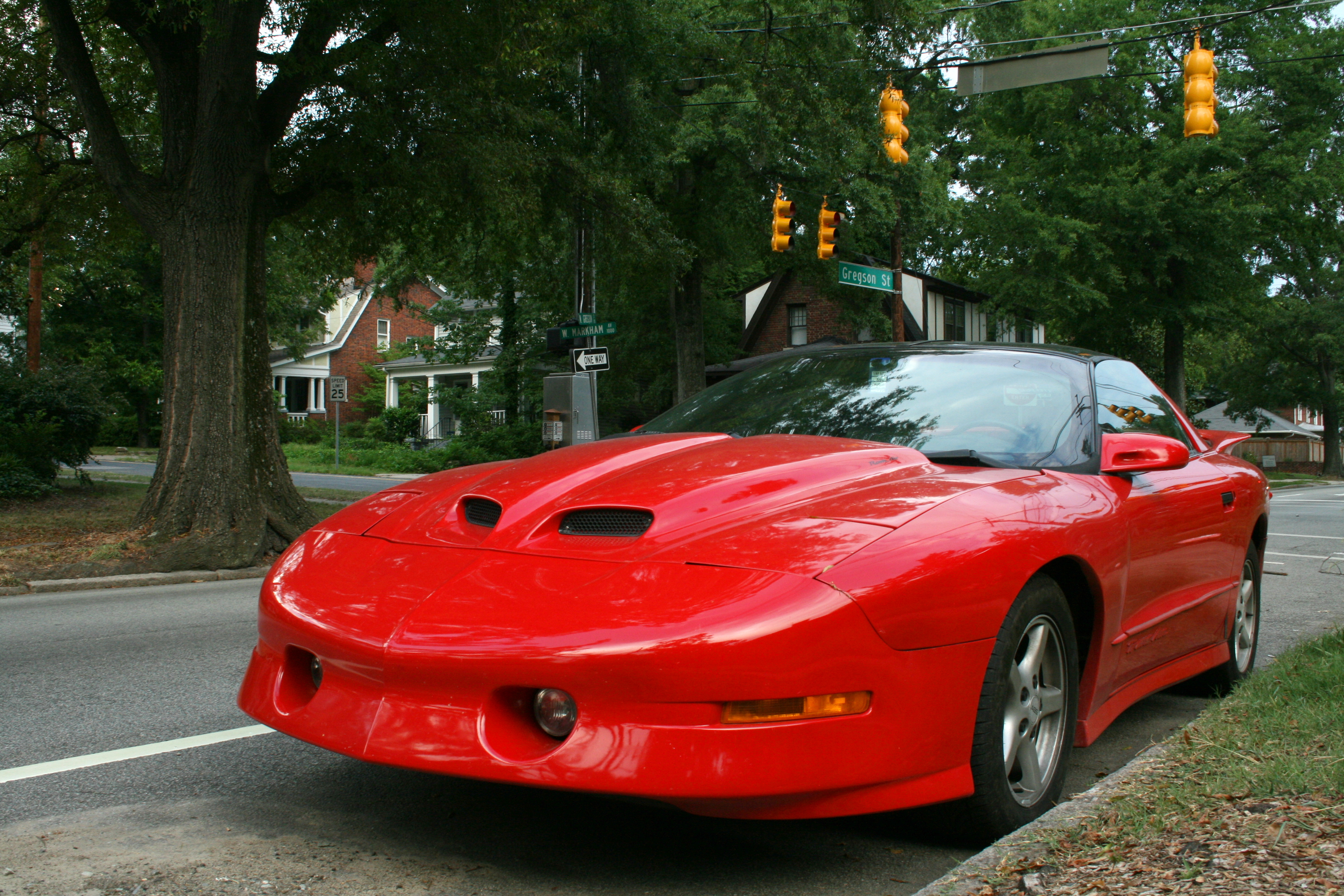
Firebird MK 4

## Fitxa tècnica
- Fabricant: Pontiac
- Any de fabricació: 1967 - 2002
- Categoria: Muscle car
- Ubicació del motor:  Davanter
- Motor: diversos, des de 4 i 6 en  línia a 6 i 8 en  V
- Combustible: Gasolina
- Transmissió:  Automàtica i  manual
- Tracció:  Posterior
- Nombre de seients: 4
- Nombre de portes: 2

## Firebirds en televisió
- A la pel·lícula "Cannonball" de 1976, el protagonista (David Carradine) fa servir un Pontiac 1970-1973 de color taronja.
- Un Firebird de 1977 va ser el cotxe de Smokey and the Bandit, 1977. Era un model Trans Am negre, amb l'ocell de foc al capó, model 1977 de Muscle Cars.
- Un model de 1982 es va convertir en KITT, a "Knight Rider", canviant-li tan sols la part frontal i l'interior.
- Un Trans Am Firebird va ser el cotxe que va sortir a Rocky II, negre, model de 1974.
- A la pel·lícula de Quentin Tarantino Kill Bill Vol. 2, el personatge Elle Driver interpretat per Daryl Hannah condueix un Pontiac Firebird Trans Am negre de 1980.
- En American Pie 3 el cotxe de Stiffler és un Pontiac Firebird negre de 1980.
- En la sèrie de dibuixos animats Els Simpson, l'automòbil de Apu Nahashapemapetilon és un Firebird.
- En la sèrie de dibuixos animats Els Simpson, l'automòbil de Snake és un Firebird de 1969 (Lil Bandit).
- A la pel·lícula The Matrix Revolutions, Níobe (Jada Pinkett Smith) condueix un Pontiac Firebird negre en l'escena de l'autopista.
- En la sèrie animada dels 80 MASK, el vehicle principal de la sèrie era un Camaro 85.
- En la sèrie en emissió de Canal FX (The Good Guys) el detectiu Dan Stark fa servir com a cotxe policial un Pontiac Firebird gris.
- A la pel·lícula 13 Going on 30, apareix un model Trans Am 1977 a cafè metàl·lic.
- A la pel·lícula American Beauty és el cotxe que Lester Burnham (Kevin Spacey) tant havia desitjat i que es compra finalment després d'un rampell de viure la vida (argument base de la pel·lícula).
- Lady Gaga surt ballant sobre el sostre, al voltant i dins d'un Trans Am Firebird en el seu videoclip "Marry the night".
- En el videoclip de "Una beina boja" de Foc i el Poltre Alvarez, un dels 5 muscle cars que rescaten Foc és un Trans Am color negre de 1978.
- A la pel·lícula Fast and Furious 4, en l'última part, un dels 4 cotxes que van a rescatar Toreto l'autobús quan el portaven pres, és un Pontiac Trans Am color negre de 1978, que el conduelen Tego Calderón i Don Omar.
- En la sèrie de televisió Dexter, en la seva temporada 6, el sergent Angel Batista (David Zayas), adquireix un Pontiac Firebird Trans Am (T/A-6.6) color negre model del 70.